# Ley para la Reforma Política
La Ley para la Reforma Política —técnicamente, Ley 1/1977, de 4 de enero, para la Reforma Política— fue la ley española que permitió la eliminación de estructuras de la dictadura de Francisco Franco desde un punto de vista jurídico.
Aprobada el 18 de noviembre de 1976 por las Cortes franquistas, recibiendo el apoyo de 425 de los 531 procuradores, y sometida a referéndum el 15 de diciembre posterior, con una participación del 77 % del censo y un 94,17 %  de votos a favor, tenía el carácter de ley fundamental, siendo la última de ellas. Tras recibir el consentimiento real el 4 de enero, fue publicada el 5 de enero de 1977.

## Antecedentes
El 20 de noviembre de 1975 murió el general Francisco Franco y dos días después Juan Carlos I fue proclamado rey de España, iniciando la Transición española. En julio de 1976 se produjo el cese del presidente del Gobierno Carlos Arias Navarro tras rechazar las Cortes franquistas su Plan para la reforma política y Adolfo Suárez González fue designado presidente del Gobierno por el rey.
Siete asociaciones políticas, constituidas al abrigo de la ley de Arias Navarro, para dar cauce en democracia al llamado franquismo sociológico, fundaron el 9 de octubre de 1976 un nuevo partido político, Alianza Popular (AP). Sus líderes eran Manuel Fraga (Reforma Democrática), Licinio de la Fuente (Democracia Social), Federico Silva (Acción Democrática Española), Laureano López Rodó (Acción Regional), Gonzalo Fernández de la Mora (Unión Nacional Española), Enrique Thomas de Carranza (Unión Social Popular) y Cruz Martínez Esteruelas (Unión del Pueblo Español). Para frenar esta tendencia, hubo en AP veleidades de provocar con sus votos negativos la dimisión de Adolfo Suárez, y José María de Areilza y Pío Cabanillas fundan el Partido Popular.
Tanto Adolfo Suárez como Torcuato Fernández-Miranda estaban dispuestos a disolver las Cortes Españolas en el supuesto de encontrar oposición ya que se había cumplido su mandato.
Tras la aprobación del proyecto de ley por el Consejo de Ministros se presenta ante el Consejo Nacional del Movimiento, siendo aprobado el 16 de octubre por 80 votos a favor, 13 en contra y 6 abstenciones. Este organismo prologaba su propia disolución:

... El Proyecto de Ley presente, que pretende y que busca, preferencialmente, que la mayoría popular se constituya en instancia decisoria de la reforma, sólo incardinando en el orden político vigente puede encontrar fuente y base para su legítimo planteamiento...

## Contenido
La Ley para la Reforma Política fue el instrumento jurídico que permitió en el contexto de la Transición española la eliminación de estructuras de la dictadura franquista desde un punto de vista jurídico, como las Cortes de la dictadura franquista y a la convocatoria de elecciones democráticas, dándose un tránsito a un sistema democrático.
El origen de esta trascendental ley se encuentra en el vigente régimen legal en el año 1975. España estaba regida por un sistema normativo pseudo-constitucional que se encontraba en las Leyes Fundamentales del Reino y en los Principios Fundamentales del Movimiento. Entre unas y otros sujetaban el modelo de Estado franquista. En estos textos legales se incluían, además, los procedimientos para enmendarlos o reformarlos. Esta fue la forma que recomendó Torcuato Fernández Miranda, presidente de las Cortes y del Consejo del Reino para pasar de un régimen autoritario a otro de libertades respetando las leyes vigentes. Desde esa perspectiva, la nueva norma sería una especie de octava ley fundamental del franquismo, que cumpliera la idea de Fernández-Miranda de avanzar hacia la democracia de «de la ley a la ley a través de la ley», lo que evitaría vacíos de norma, que derivaran en una inestabilidad política. El resultado final constituyó una «voladura controlada del régimen».

«... El Rey podrá someter directamente al pueblo una opción política de interés nacional, sea o no de carácter constitucional, para que decida mediante referéndum, cuyos resultados se impondrán a todos los órganos del Estado...»

«... Si el objeto de la consulta se refiere a materia de competencia de las Cortes y éstas no tomaran la decisión correspondiente de acuerdo  con el resultado del referéndum, quedarán disueltas, procediéndose a la convocatoria de nuevas elecciones...»
Artículo quinto.

## La reforma
El Gobierno de Adolfo Suárez no encontraba una fórmula viable para impulsar la urgente reforma del sistema franquista, a pesar de los esfuerzos que realizaron Manuel Fraga y Alfonso Osorio con sendos proyectos de reforma. El tiempo se echaba encima y las prometidas reformas hechas a los grupos de oposición democrática no llegaban por la fuerte oposición del llamado búnker. Este no era sino la representación gráfica del sector inmovilista franquista que veía cómo se trataba de desmantelar el régimen. Por tal motivo, desde los organismos de poder que controlaban, Consejo Nacional del Movimiento, Consejo del Reino y Cortes Españolas, mantenían una durísima resistencia a cualquier cambio.
Así pues, el presidente de las Cortes, Torcuato Fernández Miranda redactó, junto con el ministro Landelino Lavilla, un breve texto articulado con su correspondiente exposición de motivos, entregándolo a Adolfo Suárez. Durante el proceso de estudio y aprobación por parte del Consejo de Ministros se retocan algunos detalles y se varía la exposición de motivos que, tras el informe del Consejo Nacional del Movimiento, y antes de su presentación a las Cortes es suprimida definitivamente.

## Trámite parlamentario
Tras la defensa del proyecto por parte del ministro de Justicia, Landelino Lavilla, en nombre del Gobierno, y de Miguel Primo de Rivera y Urquijo, quien expresó que era indiscutible que la autoridad de Franco había que sustituirla por otra autoridad política y, sobre todo de Fernando Suárez González en nombre de la ponencia, y diferentes y argumentados discursos en contra por parte de procuradores, el proyecto se sometió a votación a las 21:35 horas del 18 de noviembre de 1976 (a pocas horas del primer aniversario de la muerte de Franco el 20-N de 1975) con el resultado de 425 votos a favor, 59 votos en contra y 13 abstenciones.

## Significación
La aprobación de la Ley para la Reforma Política se conoce como el «harakiri de las Cortes franquistas». Sin embargo, algunas líneas historiográficas posteriores han planteado una llamada «desmitificación» del llamado «harakiri». Para estos autores, tal afirmación sería equívoca, pues sugeriría la renuncia voluntaria a esa misma línea de legitimidad franquista que, según estos autores, nunca dejó de vertebrar el curso y discurso político de los asistentes a Cortes y aún del ejecutivo encabezado por Adolfo Suárez. Frente al cerramiento de minúsculos sectores del búnker o de Alianza Popular, atrincherados en posiciones integristas más puramente suicidas, el sí dado a la Ley para la Reforma Política constituyó la adopción de una senda políticamente definida al margen de la autodenominada como oposición democrática (esto es, la Platajunta o Coordinación Democrática), que según esta tesis, permitió reconducir la transición desde posiciones aún más asimétricas. Un fortalecimiento que además se habría permitido «el lujo de maquillarse en esa hipérbole de la inmolación programática, convirtiéndose en una ordalía casi poética de un régimen que se entregaba a sí mismo como víctima primero irredenta y luego propiciatoria hacia una democracia intachable».

## Consecuencias
La consecuencia inmediata de la aprobación de la Ley para la Reforma Política fue la celebración de las elecciones generales de 1977, las primeras elecciones libres que se celebraron en España desde febrero de 1936, en los tiempos de la Segunda República. Estas elecciones dieron paso a unas Cortes que promulgaron la Constitución española de 1978, posteriormente aprobada en referéndum por el pueblo español.